# Etz Jaim (libro)
Etz Jaim (en hebreo: עץ חיים) (en español: "El árbol de la vida") es una obra literaria que trata sobre la Cábala, el libro fue escrito en el año 1573. El libro del Etz Jaim, es un resumen de las enseñanzas religiosas del rabino asquenazí Isaac Luria, el Arizal HaKadosh (1534-1572). El Arizal fue un rabino cabalista que creó una escuela dedicada al estudio de la Cábala en Safed, en la Siria otomana.
El libro fue publicado gracias al estudiante y discípulo del Ari, el rabino Jaim Vital, el cual escribía lo que explicaba su maestro, durante las lecciones que impartía el Arizal, a los discípulos que formaban parte de su grupo de estudio cabalístico, en la ciudad de Safed, en la Palestina otomana. El rabino Jaim Vital recopiló las enseñanzas del Ari, en un libro que trata sobre la Cábala luriana.
El libro habla sobre el orden divino y la existencia de las cosas. La obra trata sobre la revelación, y la percepción de la realidad del hombre de nuestro tiempo. El nivel de comprensión del mundo por parte del Ari se puede ver desde las primeras líneas al comienzo del libro. Este fragmento del libro hace referencia al Árbol de la vida:  
“Saben, antes del comienzo de la creación solo existía la luz más alta y completa. La descripción del proceso de creación comienza desde ese punto, sobre todo". 
El libro marca el inicio de la Cábala luriana, pero fue el rabino Jaim Vital quién reveló el contenido de la obra al Mundo. Antes del Arizal, los cabalistas revelaban en sus libros, el desarrollo de la realidad desde su origen hasta nuestro mundo (desde lo comprensible, la luz). El Arizal HaKadosh descubrió un método para comprender mejor la realidad.